# Piz Buin
Piz Buin ( [ˌpits buˈiːn] ?) er med 3.312 moh det højeste bjerg i Vorarlberg i Østrig, og en af de højeste toppe i bjergkæden Silvretta, hvor det højeste er Piz Linard (3.410 m). Grænsen mellem Østrig og Schweiz krydser toppen fra øst mod vest.
Det oprindelige navn på rætoromansk i den schweiziske kanton Graubünden er Piz Buin Grand. En bjergtop i nærheden kaldes Piz Buin Pitschen, og har samme form, men er lidt lavere (3.255 m).
Piz Buin kan bestiges fra Wiesbadener-hytten i Østrig, hvis man krydser Vermuntgletsjeren, klatrer op af Wiesbadener-ryggen og går over Ochsentalergletsjeren til Buin-bruddet. Fra bruddet kan man gå i zigzag op mod toppen, hvor man skal overvinde en 20 meter stejl skråning før man kommer helt til tops, der er markeret med et gammelt trækors.

## Andet
Navnet Piz Buin er også brugt som varemærke for et firma i Vorarlberg, der fremstiller solcreme.